# Principes du gouvernement représentatif
 (février 2022).
- Si vous ne connaissez pas le sujet, laissez ce bandeau (vous pouvez alors contacter les auteurs).
- Si vous supprimez le contenu mis en cause (vous pouvez préalablement contacter les auteurs),

argumentez précisément cette suppression dans la page de discussion
(un manque de référence n'est pas un argument ; une recherche réelle de référence doit avoir été effectuée, être formellement documentée).
Principes du gouvernement représentatif est un essai de science politique publié par le politologue français Bernard Manin en 1995. Partant de l'étude de la démocratie dans la Grèce antique, où il souligne notamment l'importance du tirage au sort face au vote. 
L'auteur identifie d'emblée quatre principes propres aux régimes représentatifs : l'élection des gouvernants, la marge d'indépendance qu'ils conservent dans leurs décisions, la liberté de l'opinion publique et enfin, les décisions publiques soumises à l'épreuve de la discussion. Ces dispositions institutionnelles sont toujours à l'emploi aujourd'hui.
La démocratie représentative contemporaine est issue d'une forme de gouvernement que ses fondateurs opposaient à la notion même de démocratie. Ces propos sont illustrés par les réflexions d'Emmanuel-Joseph Sieyès lors de la Révolution Française et James Madison lors de la Révolution Américaine, qui « soulignaient ainsi en des termes très proches le contraste entre le gouvernement représentatif ou républicain et la démocratie ». Ces derniers identifiaient la nécessité de sélectionner des individus sages ou se consacrant entièrement à la tâche du pouvoir. Rousseau quant à lui, décrivait « le régime anglais du XVIIIe siècle comme une forme de servitude ponctuée par de brefs instants de liberté ».
Dans cet ouvrage, B. Manin introduit également la notion  de « démocratie du public » décrivant sa perception de l'évolution actuelle de la démocratie participative. Cette dernière se caractériserait par l'érosion des fidélités partisanes au profit d'une construction médiatique des représentants.

## Démocratie directe et représentation: la désignation des gouvernants à Athènes (I)
On entend ici montrer la principale différence entre démocratie directe et représentative selon le mode de sélection des gouvernants. Pour cela, il brosse le portrait du fonctionnement de la démocratie athénienne et de ses institutions et une comparaison de l’utilisation et des atouts entre tirage au sort et élection. En effet, contrairement à l’idée communément acceptée, la différence ne résiderait pas dans le degré d’importance accordé au peuple, mais bien à la désignation des personnes exerçant les hautes fonctions de magistrature. Selon lui, « ce qui définit la représentation, ce n’est pas qu’un petit nombre d’individus gouvernent à la place du peuple, mais qu’ils soient désignés par élection uniquement » (p.61) et c’est ce qu’il entend démontrer en expliquant le fonctionnement des institutions athéniennes.
B. Manin cherche alors à savoir pourquoi l’élection en tant que mode de désignation dans les démocraties représentatives est privilégiée, alors que le tirage au sort, très largement préféré dans la démocratie athénienne, n'apparaît aujourd’hui plus comme une solution durable pour désigner des représentants. Effectivement, si le tirage au sort n’est utilisé dans les démocraties représentatives qu’à de très rares occasions, comme pour la nomination des jurés, la plupart des représentants à Athènes étaient choisis au sort parmi des citoyens volontaires et se jugeant eux-mêmes aptes à priori pour exercer une fonction politique. De plus, dans la démocratie athénienne le tirage au sort était largement privilégié à l’élection afin de pouvoir respecter le principe de rotation des gouvernants. Telle que théorisée par Aristote, cette pratique engendre un « effet de justice » (p.47) et permet aux gouvernants d’agir de manière plus prudente durant leur mandat, puisque chaque citoyen est un jour amené à être à la fois gouvernant et gouverné.
Afin d’appuyer ce système de rotation et de permettre à tout citoyen le souhaitant d’accéder à un poste de haute magistrature, le tirage au sort est donc pour la démocratie directe athénienne le meilleur moyen mais surtout le plus égalitaire. C’est en effet une solution rationnelle comparée à l’élection qui favorise les candidats les plus populaires auprès de l’électorat. Le tirage au sort laisse ainsi l’ordre d’accès au pouvoir aux mains du hasard, mais chaque citoyen a de fait la même chance d’y accéder. C’est ce que Platon appellera « l’égalité arithmétique »  du tirage au sort où tous les membres de la cité reçoivent à parts égales la chose distribuée ou la chance d’accéder au pouvoir.

## Le triomphe de l’élection (II)
B. Manin étudie dans ce chapitre les usages du tirage au sort et de l’élection dans l’histoire. Il revient également sur les pensées politiques d'Harrington, Montesquieu ou encore Rousseau qui présentaient le tirage au sort comme démocratique et l’élection comme aristocratique. Il s’attache à comprendre pourquoi le sort, qui est utilisé au Moyen Âge et pensé au cours des XVIIe et XVIIIe siècles, ne s’intègre pas dans les régimes issus des trois grandes révolutions.

### Le tirage au sort et l'élection dans la tradition républicaine: les leçons de l'histoire

#### Rome
Rome, telle que Polybe la décrit au IIe siècle av. J.-C.(p.66), présente un système politique mixte qui allie monarchie, aristocratie, démocratie. Le vote est utilisé pour élire les magistrats mais aussi pour voter les lois et mener les procès. Le tirage au sort était également une pratique courante qui revêtait néanmoins une signification particulière, de l’ordre du religieux, c’est un processus neutre et rassembleur du peuple.

#### Les Républiques Italiennes
Le principal défi auquel font face les républiques italiennes aux XIe et XIIe siècles sont les luttes entre factions, qui, à travers la pratique de l’élection pourrait s’octroyer durablement le pouvoir. Pour endiguer ce phénomène, le tirage au sort est mis en place. C’est avec l’approbation des factions qu’un magistrat unique, « podesta »(p.75), est élu dans chaque commune. Ce système assure une neutralité par l’extériorité, le podesta devant appartenir à une commune éloigné de celle où il exercera sa fonction, sans intérêts dans la commune.

#### Florence
À Florence les magistrats sont dans un premier temps désignés par un vote d’approbation, le « squittinio »(p.79), puis ceux qui ont reçu le nombre de votes suffisant sont tirés au sort. La combinaison des deux systèmes de désignations permet d’optimiser l’efficacité du système et de garantir sa dimension démocratique.

#### Venise
Dans le processus de désignation des magistrats, le tirage au sort est utilisé pour désigner les membres du comité qui propose les candidats, ceux-ci, élus dans un second temps par le Conseil. Le tirage au sort permet d’éviter toute campagne de la part d’une faction, les candidats étant proposés et élus directement après la constitution du comité. Les votes étaient strictement secrets, ce qui assurait la stabilité, et empêchait toute emprise des factions sur le Conseil.

### La théorie politique de l'élection et du tirage au sort auxXVIIeetXVIIIesiècles

#### Harrington
Pour Harrington l’élection est plus bénéfique que le tirage au sort pour la démocratie, puisqu’elle permet de dégager naturellement une élite, « Quand les hommes sont laissés libres, arguait-il, ils reconnaissent spontanément les meilleurs d'entre eux. »(p.94). Il considère nécessaire de garder une rotation des postes, qui pourtant est associée au tirage au sort, pour assurer l’épanouissement civique de l’Homme.

#### Montesquieu
Comme Harrington, Montesquieu considère l’élection, de l’ordre de l’aristocratie, et, le tirage au sort, de la démocratie. Il analyse Athènes où le volontariat et la sanction sont liés, lorsque le tirage au sort est utilisé il ne porte pas n’importe qui au poste de magistrat.

#### Rousseau
Dans la pensée de Rousseau, le concept de la loi est central, les pratiques de l’élection et du sort en sont directement influencées. Il se place aussi dans la continuité de Montesquieu, et il ajoute l’idée que le peuple est souverain. Mais la désignation de la magistrature ne doit pas se faire par le peuple mais par le sort, le peuple étant à la fois législateur et nommant l’exécutif.

### Le triomphe de l'élection: consentir au pouvoir plutôt qu'y accéder
L’absence totale de la notion de sort dans les régimes représentatifs qui suivent les trois grandes révolutions est due à la taille des états, de la population et sa diversité. Pour Pierre Gueniffey, il est nécessaire que les individus se connaissent et que les postes soient techniquement abordables par tous. Cependant, en prenant l'exemple anglais, B. Manin souligne que la population dotée de droit de vote est en faible proportion de la population totale. De ce fait, un système de strates peut exister au sein de cette population.
Il propose d’aller plus loin, de regarder quelles étaient les croyances et valeurs. L’esprit des révolutions était de ne pas contraindre quelqu’un à ce qu’il n’a pas consenti. Ce qui empêche irrémédiablement l’utilisation du sort. Cette vision place donc l’élection et le vote comme respectant cet idéal de consentement par l’individu. Ce dernier permettait d'asseoir une certaine légitimité qui aurait permis à l’élection de s’imposer comme processus de désignation exclusif.

## Le principe de distinction (III)
Le principe de distinction est défini comme la « claire conscience que les représentants élus seraient et devraient être des citoyens distingués, socialement distincts de ceux qui les élisaient. ». En somme, c’est dire que dans le principe de gouvernement représentatif, les gouverneurs sont issus d’un rang social plus élevé que les gouvernés car plus aptes à comprendre les enjeux de la société dans son ensemble. L’auteur distingue trois grands cas de principes de distinctions : l’anglais, l’américain et le français. On constate en effet que, dans chaque pays, aux prémices de l’implantation du gouvernement représentatif dans les pays, les critères de vote se différenciaient. Aux États-Unis par exemple, c’est la constitution qui déterminait qui pouvait voter ou non. En Angleterre, une fraction seulement de la population avait accès au vote.

### Le cas de l'Angleterre
Bien que la révolution anglaise au XVIIe siècle marqua un changement considérable dans le processus de sélection des dirigeants, l’auteur souligne le fait que chacun de ces derniers restèrent plus que jamais issus d’une élite, et ce, jusqu’au XVIIIe siècle. Deux raisons à ce phénomène : un climat culturel où l’influence du prestige était prédominante, et le coût exorbitant des campagnes électorales. Associés, ces deux facteurs ont longtemps perpétué le caractère oligarchique de la représentation en Angleterre.  
Plus loin, B. Manin souligne un troisième facteur d’influence dans le phénomène oligarchique anglais : la loi de 1711 établissant des conditions de propriété spécifiques et plus élevées que celles qu’il fallait pour être électeurs. Cette dernière obligeait les représentants des comtés à avoir une propriété foncière d’un revenu annuel de six cents livres, et les représentants des villes de trois cents livres. Explicitement, cette loi cherchait à favoriser les propriétaires fonciers, renforçant dès lors la représentation oligarchique.

### Le cas de la France
En France, on se différencie grandement du cas anglais. En effet, son droit de suffrage établi par l’Assemblée est d’office plus étendu. Pour être « citoyen actif », il suffisait de payer une contribution directe égale à la valeur de trois journées de travail. D’autre part, les femmes, les domestiques, les indigents, les vagabonds et les moines n’avaient pas le droit de vote sous prétexte d’être trop dépendants d’autrui par position sociale pour avoir une volonté politique autonome. En 1789, on compte 4 400 000 citoyens. Pour autant, le droit de suffrage n’est pas, selon l’auteur, le critère le plus déterminant dans la question du gouvernement représentatif français. En effet, les débats se concentrent davantage sur le « décret du marc d’argent » car il aurait eu un caractère bien plus restrictif. Ce dernier, également voté en 1789 par la Constituante établissait que seuls pourraient être élus à l'Assemblée nationale ceux qui remplissaient la double condition de posséder une propriété foncière d'une valeur quelconque et de payer un impôt équivalent à un marc d’argent. De ce fait, ce décret montre que, pour les Constituants, les élus doivent être socialement supérieurs à leurs électeurs.
Pour autant, à la suite de telles initiatives législatives, la Révolution marque un tournant relatif à l’oligarchie française. Au demeurant, les études statistiques confirment que pendant tout le cours de la Révolution, même en 1792, les assemblées électorales de second degré furent dominées par les catégories aisées de la population.

### Le cas des États-Unis

#### Philadelphie
Le cas de l’état de Philadelphie se rapproche du français c’est-à-dire la solution envisagée la plus ouverte. En effet, selon la constitution telle qu'elle fut adoptée en 1787, les sénateurs devaient être choisis par les parlements des différents États (Art. I, Sec. 3, cl. 1) et le président devait être élu par un collège spécial d'électeurs nommés par les parlements des États (Art. II, Sec. 1, cl. 2). La Présidence et le Sénat n'appelaient donc pas de dispositions particulières pour régler le droit de suffrage. Il faut aussi garder à l'esprit que les conditions du droit de suffrage étaient déterminées par les constitutions des différents États. Les constituants de Philadelphie savaient évidemment fort bien que le droit de suffrage était soumis à certaines conditions dans plusieurs États (et qu'il serait, du coup, restreint pour les élections fédérales).

#### Le débat de ratification
En matière de représentation, « la question d'une représentation satisfaisante et de ses implications pour la taille de la Chambre des Représentants, éclipsa toute [autre] controverse et préoccupation ». En Philadelphie, la question du nombre de représentants provoque une controverse importante. Le débat se divisant entre les Anti-Fédéralistes, qui acceptaient la nécessité de la représentation et ne réclamaient pas un gouvernement direct du peuple assemblé, et les Fédéralistes qui considéraient l’élection comme une condition nécessaire et suffisante à la bonne représentation. En Amérique, on se rendit très vite compte que la supériorité des élus par rapport aux électeurs pouvait la plupart du temps être obtenue par le simple jeu de la procédure élective, sans aucune condition légale d'éligibilité. Il fallut presque un siècle de plus aux Européens pour apercevoir cette propriété de l'élection ou, en tout cas, pour s'en remettre à elle en vue d'assurer la distinction des représentants. Il y avait dans la pensée anti-fédéraliste une tension non résolue entre l'idéal de similarité et l'adhésion au principe électif, tension que les Fédéralistes ne se sont pas fait faute d'exploiter. Dans le débat de ratification la position des Anti- Fédéralistes n'était cependant pas simplement absurde, car s'ils acceptaient une certaine différence entre élus et électeurs, ils craignaient qu'avec de vastes circonscriptions l'écart prenne trop d'ampleur, que certaines catégories soient simplement privées de représentants issus de leurs rangs et qu'enfin la fortune devienne le critère de distinction prédominant ou exclusif. Le désaccord portait sur l'étendue de l'écart devant séparer les représentants des représentés et sur la composition particulière de l'« aristocratie » qu'il convenait de sélectionner.

## Une aristocratie démocratique (IV)
L’instauration du suffrage universel, sans aucune restriction d’éligibilité, a de facto conduit à l’arrêt de toute réflexion sur l’aspect aristocratique de l’élection aux XIXe et XXe siècles, le suffrage universel garantissant techniquement la parfaite égalité d’accès aux charges représentatives. Toutefois, il paraît invraisemblable que l’élu puisse être en tout point comparable à l’électeur, et de même que tous les électeurs puissent posséder une égale chance d’être élus.

### Théorie Pure du caractère aristocratique de l’élection

#### Les préférences de personne
Dans un régime démocratique universel, les citoyens sont égaux par leur pouvoir de vote. Cependant cela n’est qu’un des aspects de leur citoyenneté, la faculté à être élu et occuper des charges publiques en est un autre. Or l’accès aux charges, être donc élu, signifie être préféré par une partie des électeurs. Ceux-ci utilisent leur droit de vote comme un instrument d’absolutisme : « Sic volo, si jubeo, stat pro ratione  voluntas »  [Ainsi  je  le  veux, ainsi  je l'ordonne, ma volonté tient lieu de raison]. Le choix est fait de manière arbitraire sans aucune justification, des critères subjectifs peuvent ainsi faire pencher la balance en faveur d’un candidat sans raison rationnelle.
Ainsi des principes comme la méritocratie ou l’égalité des chances ne semblent a priori pas entrer dans le cadre d’une élection démocratique.  La distribution des charges publiques par élection est donc un processus inégalitaire fondé sur le pouvoir arbitraire de l’électeur.

#### La dynamique d’une situation de choix
Si l’élection peut se résumer à un choix, il faut donc pour cela différencier les candidats. Ceux-ci doivent présenter des qualités permettant de se différencier aux yeux des électeurs. Le candidat doit pouvoir à la fois être différencié et être jugé supérieur aux autres pour pouvoir être élu. Les candidats sont portés à anticiper les attentes des électeurs quant aux traits distinctifs qui seront appréciés par l’électorat. Ainsi, en temps de guerre, des traits portants comme les compétences martiales seront a priori plébiscités par les électeurs. Pour se présenter, il faut donc avoir le sentiment de posséder les qualités attendues par l’électorat et être jugé supérieur, c’est-à-dire être distingué comme faisant partie de l’élite.

#### Les contraintes cognitives
L’élection fait ressortir les individus se détachant de la masse populaire, ceux qui sont perçus, de manière subjective, comme supérieurs. La capacité cognitive d’un individu étant par nature limitée, l’électeur effectue une évaluation des candidats de manière globale voire succincte.
Le but d’une campagne est donc de mobiliser le capital cognitif des électeurs dans le but que ceux-ci reconnaissent les qualités et traits considérés comme supérieurs d’un candidat. Mais également de gommer l’avantage pris par les notables qui sont en campagne permanente du fait de leur "saillance" dans les relations sociales quotidienne.

#### Les coûts de la diffusion de l’information
Or une campagne électorale n’est finalement qu’une campagne d’information portant sur un individu en particulier. Une telle activité à l’échelle d’un pays est coûteuse et nécessite inévitablement un capital financier de départ et des appuis financiers. Les parties des populations les plus fortunées et possédant les relations adéquates sont de facto avantagées lors d’une campagne électorale. L’avènement des partis de masses, avec leur principe de cotisation, n’a pas aboli foncièrement ce système. Le candidat se porte donc naturellement vers les populations les plus riches pour obtenir leur soutien financier, ce qui n’est pas sans conséquences sur la gouvernance de l’élu, ses soutiens attendant un « retour d’ascenseur ».
La seule méthode pour éradiquer ce système serait l’instauration d’un financement public total des campagnes électorales.

#### Définition de l’aristocratie élective
Si l’élu doit absolument être perçu comme supérieur aux autres par l’électorat, cette perception est tout à fait subjective. En aucun cas, la rationalité politique ne saurait s’imposer dans le processus de perception de l’électeur moyen.
La méthode élective ne désigne donc pas l’élite, au sens que lui a donné Pareto : fondée sur des critères objectifs et non moraux. Elle ne fait que désigner un échantillon de candidats supposés supérieurs de manière subjective, sans critères universels mais uniquement propres à chaque électeur. Toutefois, B. Manin convient que le candidat doit réellement posséder des traits distinctifs, de manière à être différent.
Par l’aspect réel, objectif, et perçu, subjectif, l’élu ne peut être identique à ses électeurs. Le terme aristocratique cependant n’est utilisé que par référence historique. D’autres termes pourraient être utilisés comme élitiste ou oligarchique.

### Les deux visages de l’élection: les vertus de l’ambiguïté
Malgré le côté inégalitaire d’accès aux charges publiques, l’élection reste indéniablement égalitaire et démocratique à condition que le suffrage soit universel et qu’aucune mesure ne vienne limiter l’éligibilité. Quels que soient sa classe sociale d’origine, ses revenus, ou tout autre signe distinctif, chaque électeur a strictement le même pouvoir dans les élections : le pouvoir d’élire mais aussi de rejeter l’élu sortant.
L’élection est à la fois démocratique et aristocratique, contrairement aux travaux de Carl Schmitt  qui prône l’opposition. Si l’élu ne peut être identique à l’électeur, il appartient à une certaine élite, celui-ci détient un pouvoir en tout point égal à ses autres concitoyens, y compris le candidat.
Il y a bien sûr un idéal de similarité entre le gouvernant et le gouverné mais le fonctionnement même de l’élection rend caduc ce principe dans les faits. La dualité de l’élection, démocratique et aristocratique, ne peut être rejetée par ceux qui prôneraient la suprématie de l’un sur l’autre.

### L’élection et les principes du droit naturel moderne
L’élection est intimement liée à la notion du droit naturel : celui d’égalité et de liberté politique. Aucun individu ou groupe ne possède de légitimité naturelle à gouverner d’autres individus. Ainsi, être gouverné est un choix consenti librement.
La limite cognitive des électeurs entraîne une limitation de cette liberté de choisir d’être gouverné, mais pas une abolition puisque les individus restent maîtres de leur jugement.
La pratique dans les régimes représentatifs contemporains n’est cependant pas parfaite et ne correspond qu’en partie au principe d’égalité. La raison majeure provient du facteur richesse, la diffusion de l’information représentant un coût monétaire que des individus, et leurs groupes de soutiens fortunés sont mieux à même de supporter. Ainsi la richesse confère un accès privilégié aux charges publiques, ce qui est contraire au principe d’égalité des régimes démocratiques.
Si l’élection donne le pouvoir à une élite, elle ne présuppose pas la conservation du pouvoir par une seule élite. Des facteurs exogènes, comme les évolutions sociales et économiques, ont fait varier les élites au pouvoir.

## Le jugement public (V)
On souligne ici la critique faite par Schumpeter aux démocraties représentatives, qui s’inscrit dans la continuité des théories élitistes de la démocratie. Dans une démocratie représentative, les électeurs n’élisent pas directement une politique à appliquer mais un individu qui par sa volonté pourra ensuite accomplir celle-ci. Pour les théories critiques de la démocratie représentative, il s’agit de savoir si, dans cette forme de démocratie qui se réduit à la concurrence entre les voix, il existe un lien entre décisions des élus et volontés des électeurs. L'auteur énonce dans ce chapitre les différentes institutions qui permettent de prendre des décisions dans une démocratie représentative.

### La marge d’indépendance des gouvernants
Dans une démocratie représentative la marge d’indépendance des représentants est garantie pour B. Manin par l’absence de mandats impératifs et de principe de révocabilité.
Les mandats impératifs, que plusieurs gouvernements à travers le temps tentèrent de rétablir, ne sont pas acceptés voire interdits dans les démocraties représentatives. Que ce soit en Angleterre au XVIIIe siècle pour pallier le manque d’instruction des députés de la part des citoyens ou en France pour les députés des états généraux, les mandats impératifs n’ont jamais été instaurés pour des périodes durables. 
Le principe de révocabilité, établi pendant la période de la Commune est fortement plébiscité par Marx afin de conférer la possibilité de déférer les représentants qui commettent des erreurs, et ainsi exercer un contrôle sur les représentants. Cependant, bien qu’un système de révocabilité procure un lien direct entre volonté du peuple et décisions des gouvernants par la possibilité de les sanctionner, ce fonctionnement n’a encore une fois jamais été instauré durablement.
Le respect de la « norme sociale » (p.214), à savoir qu’un élu puisse tenir ses promesses, suffit à établir un lien entre volonté de l’électorat et décision des gouvernants. L’ultime solution étant de ne pas réélire les gouvernants qui transgressent cette norme.

### Liberté de l’opinion publique
Depuis le XVIIIe siècle, l’essor des gouvernements représentatifs va de pair avec le droit des gouvernés à exprimer leur opinion politique sans le contrôle des gouvernants. D’abord plébiscité aux États-Unis, puis en Grande-Bretagne et plus tard en France, ce principe de liberté de l’opinion publique nécessite deux conditions essentielles.
Dans un premier temps, il est primordial que les représentés puissent avoir un accès à l’information politique afin de se former une opinion générale. Cela se fait principalement par la publicité des décisions gouvernementales, des débats entretenus, en somme minimiser le secret dans le système représentatif. Dans un second temps, les citoyens d’une démocratie représentative doivent être capables d’exprimer leurs opinions politiques, à tout moment et cela inclut aussi que les opinions puissent s’exprimer indépendamment des élections.
L’expression de l’opinion politique n’est effectivement pas seulement un droit pour les citoyens mais s’avère aussi utile pour les représentants afin de prendre connaissance de la volonté générale du peuple. Même si les représentants ne sont pas tenus de prendre en compte les volontés du peuple, leur expression peut du moins servir à déterminer un avis général qui leur servira à trancher par la suite.
Cependant, B. Manin note ici le manque de représentativité qu’il peut y exister lors de l’expression collective de l’opinion politique du peuple représenté. De fait, l’opinion rassemblée par sondage, élection ou encore pétition, constituera toujours une expression partielle résultant de réponses à des questions présélectionnées par un petit groupe. De ce fait pour l'auteur, le gouvernement représentatif est "un régime où les représentants ne peuvent jamais dire avec une confiance et une certitude absolue "nous le peuple" (p.223).

### La réitération de l’élection
Pour l'auteur, la troisième institution qui permet à l’électeur le plus d’influence sur les décisions publiques est sans conteste la réitération de l’élection. Avec ce principe dans la démocratie représentative, plus les élections sont répétées régulièrement, plus les gouvernants vont prendre en compte l’opinion publique dans leurs décisions. En effet, les gouvernants ont tout intérêt à prendre en compte l’opinion publique, puisqu’elle présage le résultat de l’élection à venir. Puisque les gouvernés ont la possibilité par le biais des élections réitérées de ne pas réélire leurs gouvernants, cela implique comme Schumpter l’avait précisé la possibilité "implicite de révoquer" (p.224).  B. Manin considère alors la réitération de l’élection essentielle dans un tel système représentatif.
Dans un premier temps, l’importance dans un gouvernement représentatif de transmettre le consentement des gouvernés régulièrement est primordial afin de faire la différence avec les gouvernements aliénants, dans lesquels l’accord du consentement du peuple exprimé une seule fois est suffisant pour légitimer le gouvernement.
Ensuite, comme vu précédemment, les électeurs ayant un rôle très limité dans l’influence des décisions publiques, l’absence d’assurance que leurs représentants vont remplir leurs promesses les encourage à utiliser l’élection comme outil de contrôle et comme expression de leurs préférences. Effectivement, ils peuvent renvoyer et empêcher les gouvernants de poursuivre une politique en cours ou au contraire élire un nouveau gouvernement dans l’espoir d’obtenir des résultats sur une politique précise. Dans tous les cas, c’est toujours l’incertitude qui prime, les électeurs ne pouvant s’assurer que les gouvernants vont mener à bien la politique et ne pas agir de la même façon que leurs prédécesseurs désabusés par l’électorat. C’est ce que B. Manin appelle la « dis-symétrie » (p. 226).
Ce phénomène de contrôle de gouvernés sur leurs gouvernants induit ce qui est expliqué comme un mécanisme d’anticipation de la part des élus sur le jugement que pourra émettre l’électorat face à une certaine politique publique. Ce « jugement rétrospectif » (p.229) est primordial à prendre en compte pour les élus dans leurs prises de décisions politiques puisqu’ils souhaitent être réélus aux élections suivantes. Les électeurs votent en effet avec l’aide d’un jugement fondé sur les résultats des politiques publiques engagées par leurs représentants, et non selon les promesses rhétoriques de campagne puisque rien ne les oblige à les réaliser. C’est donc un vote rétrospectif qui s’opère, un vote fondé sur des appréciations passées qui aura cependant des conséquences sur le futur.

### L’épreuve de la discussion
Dans un régime représentatif, l’origine d’une proposition de politique publique multiple et quelconque, cependant elle doit toujours pouvoir être soumise à ce que B. Manin appelle « l’épreuve de la discussion » (p.244).  Dans ce contexte, les principes de représentation et discussion ont donc largement été associés avec la notion d’assemblée. La discussion serait alors l’émergence de la confrontation entre la variété des différents points de vue représentés au sein de l’assemblée. C’est la diversité sociale et la confrontation entre le rôle collectif de l’institution et l’hétérogénéité de sa composition qui détermine son principal rôle : la production de consentement entre une majorité des parties. Or le principe maître étant « l’égalité des volontés » (p.239), aucune volonté particulière ne peut surpasser et s’imposer aux autres. C’est ainsi uniquement par la discussion et l’adoption de la proposition par une majorité au moins de l’assemblée que la décision peut prendre effet. Effectivement pour John Locke « il faut nécessairement que le corps se meuve dans le sens où l'entraîne la plus grande force, c’est-à-dire le consentement de la majorité ».
Le gouvernement représentatif serait davantage un créateur de consentement, le lieu pour la justification des propositions, plutôt que l’institution législatrice et créatrice de ces projets.

## Métamorphoses du gouvernement représentatif (VI)

### D’un parlementarisme libéral à une démocratie de partis
À la fin du XIXe siècle en Angleterre, l’apparition du suffrage universel et de partis de masse a progressivement mis fin à la longue période de règne du parlementarisme libéral où les représentants se caractérisaient principalement par leur statut dans la hiérarchie sociale. B. Manin parlera de “la fin des notables” (p.265) pour décrire cette période de transition. L'émergence de ces partis va tout d’abord être perçue comme le signe d’une crise de la représentativité par certains analystes. Néanmoins, la cohérence de cette nouvelle forme de gouvernement représentatif va être peu à peu être admise tout comme sa contribution à l’avancée de la démocratie. Contrairement au parlementarisme libéral régi sous un mandat représentatif où la conscience du représentant demeurait la seule limite à l’exercice de son pouvoir, la démocratie de partis se caractérise davantage par la dépendance du gouvernement par rapport à la volonté des gouvernés. De ce fait, elle est le règne du militant et de l'homme d'appareil, tous deux liés par une identité de classe : « Le gouvernement représentatif semblait se rapprocher d’une situation où les gouvernants seraient comme les gouvernés et où la volonté du peuple gouvernerait » (p.251).

### Une troisième forme de gouvernement représentatif identifiée: la démocratie du public
D’après B. Manin, la représentation connaît aujourd’hui une crise dans les pays occidentaux marquant peut-être l’apparition d’une troisième forme du gouvernement représentatif : la démocratie du public. Pendant des décennies, la stabilité du système représentatif reposait sur une certaine relation de confiance entre les électeurs et leurs partis ou candidats respectifs. Néanmoins, de nos jours les électeurs font preuve d’une plus grande volatilité d’une élection à une autre et ne souhaitent plus s’identifier par référence à un parti politique. Ce dernier n’est plus le reflet des clivages sociaux mais au contraire celui qui ira imposer ces clivages à la société, dont les observateurs déplorent le caractère « artificiel » (p.247). L’auteur décrit la stratégie électorale contemporaine comme « la construction d’images assez vagues, dans lesquelles la personnalité des leaders occupe une place prééminente, plutôt que sur la promesse de politiques déterminées ». Ces changements ne feraient qu’accroître l’écart entre le gouvernement et la société. 

### Analyse des différentes formes du gouvernement représentatif
B. Manin établit une chronologie en trois phases des régimes représentatifs contemporains, auquel il attribuera différents modes de fonctionnements. Afin de mettre en évidence leurs différences, l’auteur établit un parallèle avec les quatre critères de définitions du gouvernement représentatif mentionnés précédemment  :
|                                                                         | Parlementarisme                                                                                                   | Démocratie de partis                                                                     | Démocratie du public                                                                                            |
| ----------------------------------------------------------------------- | --- | ---------------------------------------------------------------------------------------- | --- |
| Élection des gouvernants - Critère de vote - Lien social exprimé - Élus | Confiance envers l'élu Expression des liens locaux notables                                                       | Fidélité envers un parti Expression d'appartenance de classe Militants/Hommes d'appareil | Choix d'une personne de confiance Réponse à l'offre électorale Experts en communications                        |
| Marge d'indépendance des gouvernants                                    | La seule limite est la conscience des gouvernants                                                                 | Libres de fixer des priorités au sein du programme                                       | Représentation médiatique                                                                                       |
| Liberté de l'opinion publique - Représentativité - Contestation         | Non coïncidence entre l'opinion publique et l'expression territoriale La voix du peuple "aux portes du parlement" | Coïncidence entre l'opinion publique et l'expression électorale L'opposition             | Non coïncidence entre l'opinion publique et l'expression électorale Sondages d'opinion                          |
| L'épreuve de la discussion                                              | Parlement | Négociation au sein du parti Négociation entre partis (coalition) Néocorporatisme        | Négociation entre le gouvernement et les groupes d'intérêts Débats médiatiques pour séduire l'électeur flottant |

## Postface (2012)
Quinze ans après la première publication de cet ouvrage datant, B. Manin clarifie sa définition de la “démocratie du public”, déjà présente dans le Chapitre 6, partie III du livre et sujette à diverses interprétations. Pour cela, il s’appuie sur une série d’études quantitatives publiées dans les années 2000. Il insiste sur le fait que l’érosion des fidélités partisanes dans l’électorat n’implique pas pour autant une totale obsolescence des partis. Il développe également l’idée d’une croissance de la participation politique non institutionnalisée (pétitions, ONG, grèves, etc). Encore une fois, le régime représentatif, par sa flexibilité, démontre sa capacité à s’adapter aux changements imposés.

## Critiques
Malgré l’apport considérable de l’ouvrage dans la discipline, la critique n’en reste pas absente. On peut noter le problème de vérification lié à la pratique du vote rétrospectif. En effet, si un tel modèle régit les votes des électeurs pour choisir leurs élus, il faudrait être en mesure de démontrer que c’est le cas à chaque fois qu’ils prennent part à une élection et non pas seulement un comportement occasionnel. Or, il s’agit là d’une affirmation impossible à vérifier. 
D’autres notent la place peut-être surestimée qu'accorde l'auteur à l’électeur flottant dans la période contemporaine ou de l'anticipation par l'élu du jugement du public comme critère principal de l'élection électorale.